# Anton von Kenner
Anton Josef Karl Ritter von Kenner (* 11. September 1871 in Brunn am Gebirge, Niederösterreich; † 1. Mai 1951 in Wien) war ein österreichischer Maler und Grafiker sowie Professor an der Wiener Kunstgewerbeschule bzw. ab 1941 Hochschule, ab 1947 Akademie für angewandte Kunst.

## Familie
Anton von Kenner wurde am 11. September 1871 in Brunn am Gebirge als Sohn des kk. Ministerialconcipisten im Finanzministerium Anton Otto von Kenner und seiner Ehefrau Henriette Theresia Elisabeth geb. Schimasko geboren. Sein Großvater war der Finanzbeamte und Zeichner Joseph Kenner, sein Onkel der Archäologe Friedrich von Kenner. Er wuchs zunächst mit zwei älteren und einem jüngeren Bruder in der Wiener Josefstadt auf und besuchte von 1881 bis 1891 das humanistische Gymnasium im Stift Seitenstetten/Niederösterreich. Am 30. Juni 1909 heiratete von Kenner seine Schülerin Bertha Helena Tragau. Im folgenden Jahr wurde die gemeinsame Tochter Hedwig geboren.

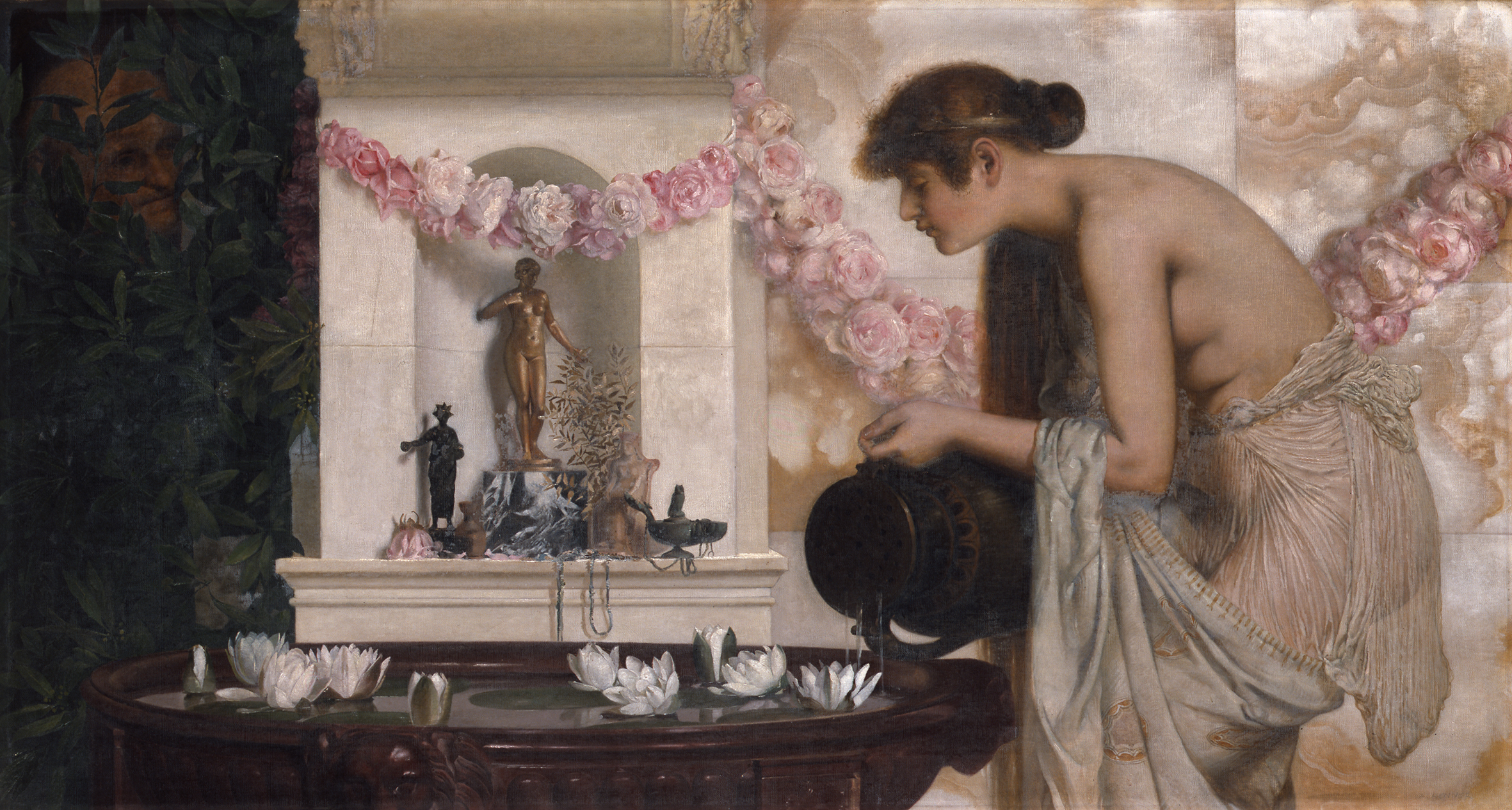
Mädchen am Seerosenbecken, Anton von Kenner, Diplomarbeit 1898, Öl auf Leinwand, 86,5 × 166 cm, Kunstsammlung und Archiv, Universität für angewandte Kunst Wien, Inv. Nr. 1511/B.

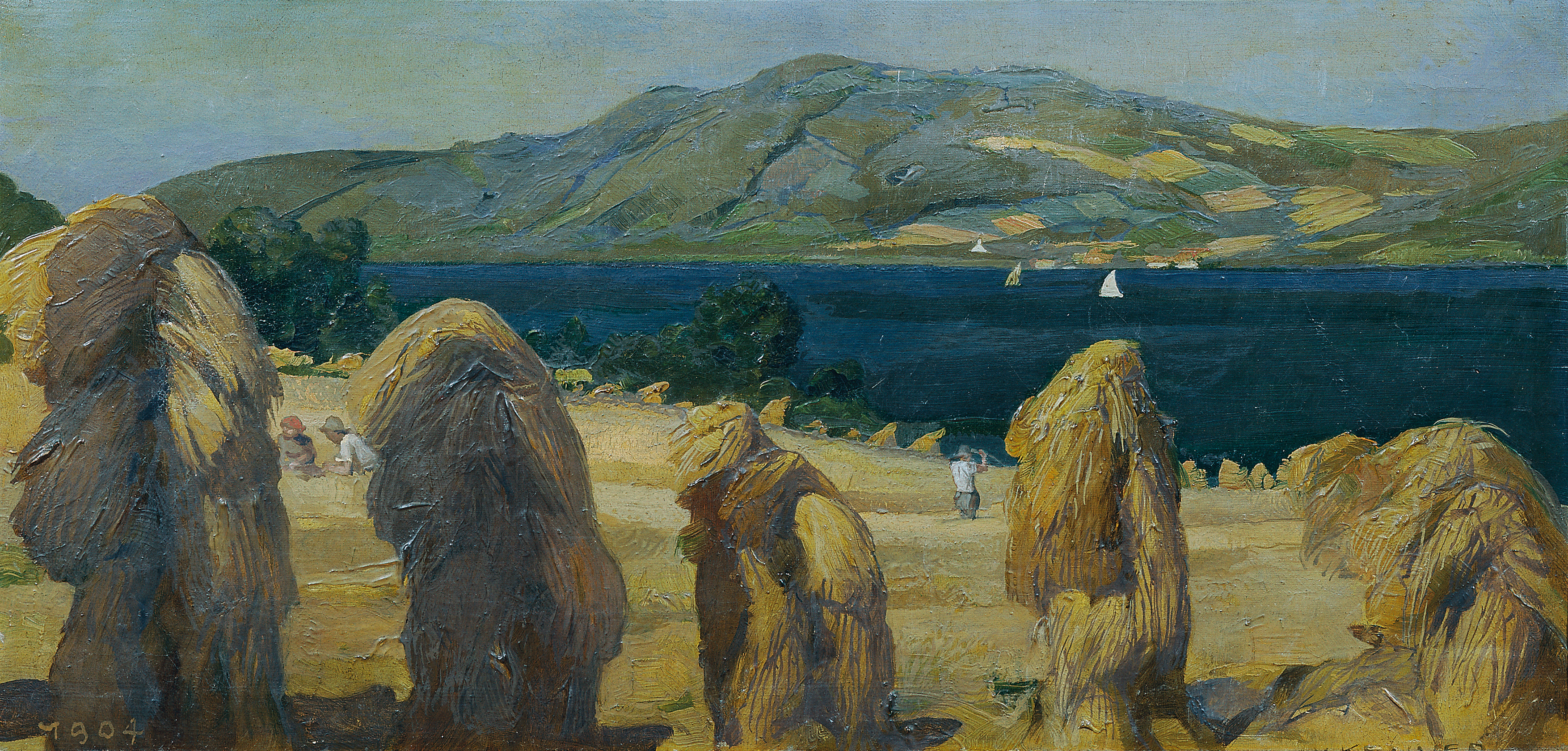
Atterseelandschaft mit Getreidemandln, Anton von Kenner, 1904, Öl auf Leinwand, 24 × 49,5 cm, Österreichische Galerie Belvedere.

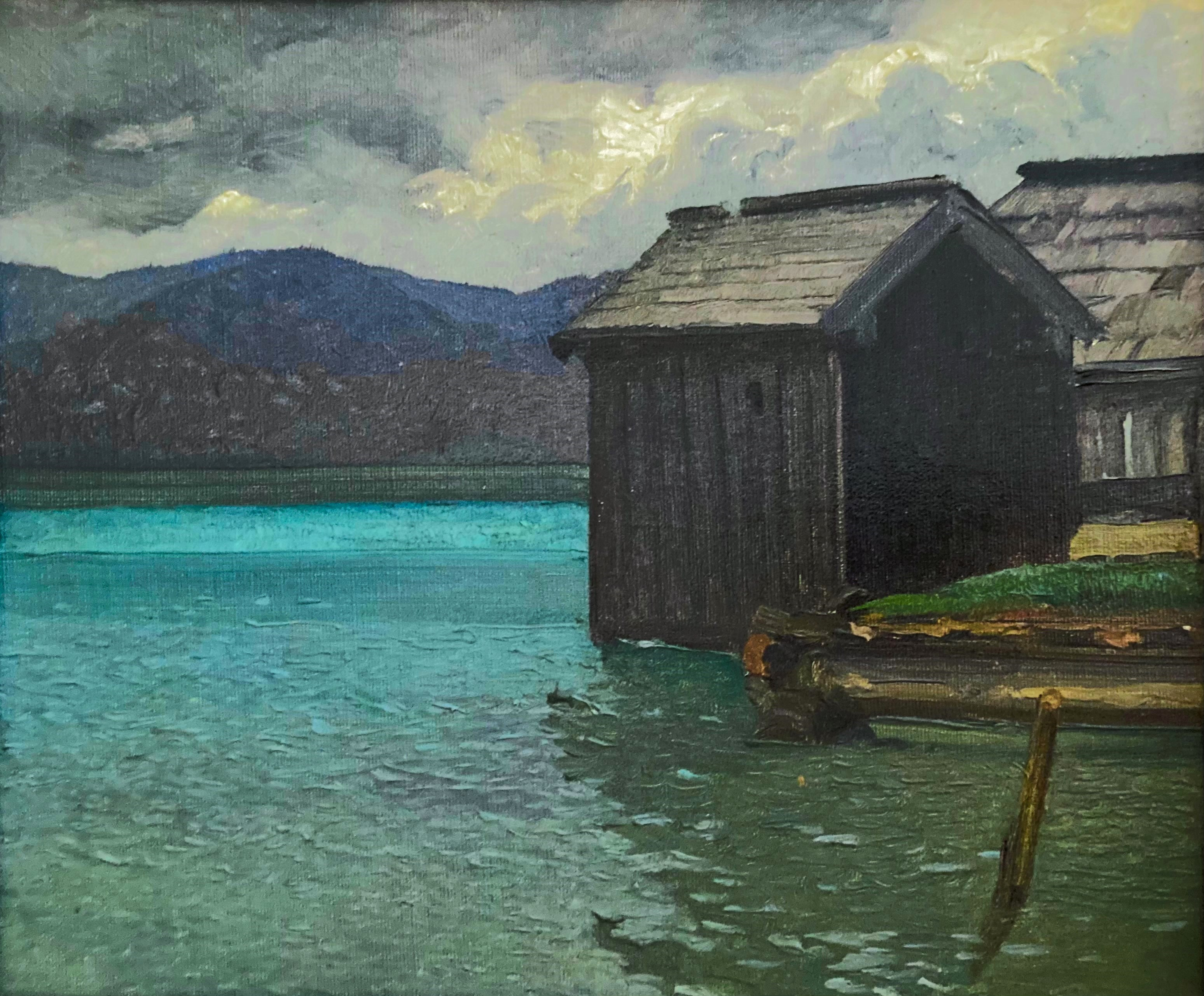
Gewitterstimmung am Attersee, (Blick von Unterach zum Sechserkogel), Anton von Kenner, um 1906, Öl auf Leinwand, rs. sign. KENNER, 26 × 31 cm, Privatsammlung Wien.

## Akademische Laufbahn
Anton von Kenner studierte ab 1891 an der Wiener Kunstgewerbeschule bei Ludwig Minnigerode (Malerei), Karl Hrachowina (Ornamentales Zeichnen) und Andreas Groll (Aktzeichnen). Bereits 1894, noch während des Studiums, wurde er zum Assistenten Adolf Ginzels und zwei Jahre danach zum Dozenten für das Fach Stillehre bestellt. 1898 schloss er sein Studium mit Diplomarbeit bei Franz von Matsch ab.
Ab 1899 wurde von Kenner mit der Leitung der neu gegründeten Abteilung für Lehramtskandidaten in der Expositur auf dem Laurenzerberg betraut. Seine Berufung zum Professor aus diesem Fach erfolgte 1904. Zu seinen prominentesten Schülern in den frühen Jahren zählten Anton Kolig und Oskar Kokoschka, der von 1904 bis 1906 Kenners Abteilung für Lehramtscandidaten des Freihandzeichnens an Mittelschulen besuchte. 1906 wurde auf Antrag Kenners jedoch die Abteilung für Lehramtskandidaten wieder aufgelöst, da seiner Meinung nach "... die Ausbildung vorwärtsdrängender, an der Moderne orientierter Studenten nicht mit dem Erfordernis für biedere, konservative zukünftige "Mittelschullehrer" in Einklang zu bringen wäre". In der Folge umfasste Kenners Aufgabenbereich eine Reihe von Fächern (Leitung der Allgemeinen Abteilung, des Offenen Aktkurses und des Anatomischen Zeichnens und Modellierens unter Beibehaltung des Faches Stillehre). Im Studienjahr 1912/13 war Oskar Kokoschka Assistent Kenners im Kurs für Allgemeines Aktzeichnen. 1934 wurde Kenner als Professor in den Ruhestand versetzt, setzte jedoch seine Lehrtätigkeit bis 1937 fort. Wegen kriegsbedingten Lehrermangels wurde Kenner 1941 als Leiter einer Abteilung der Kunstgewerbeschule wieder zum Dienst einberufen, die kurz danach – am 9. Oktober des Jahres – zur Reichshochschule für angewandte Kunst (ab 1. Mai 1945 Hochschule, ab 1947 Akademie für angewandte Kunst) erhoben worden war, und übte diese Tätigkeit bis 1950 aus. Nachfolger in seinem Nominalfach war der österreichische Maler und Zeichner Carl Unger.
Anton Kenner verstarb am 1. Mai 1951 in Wien und wurde am Gersthofer Friedhof bestattet.

## Künstlerisches Werk

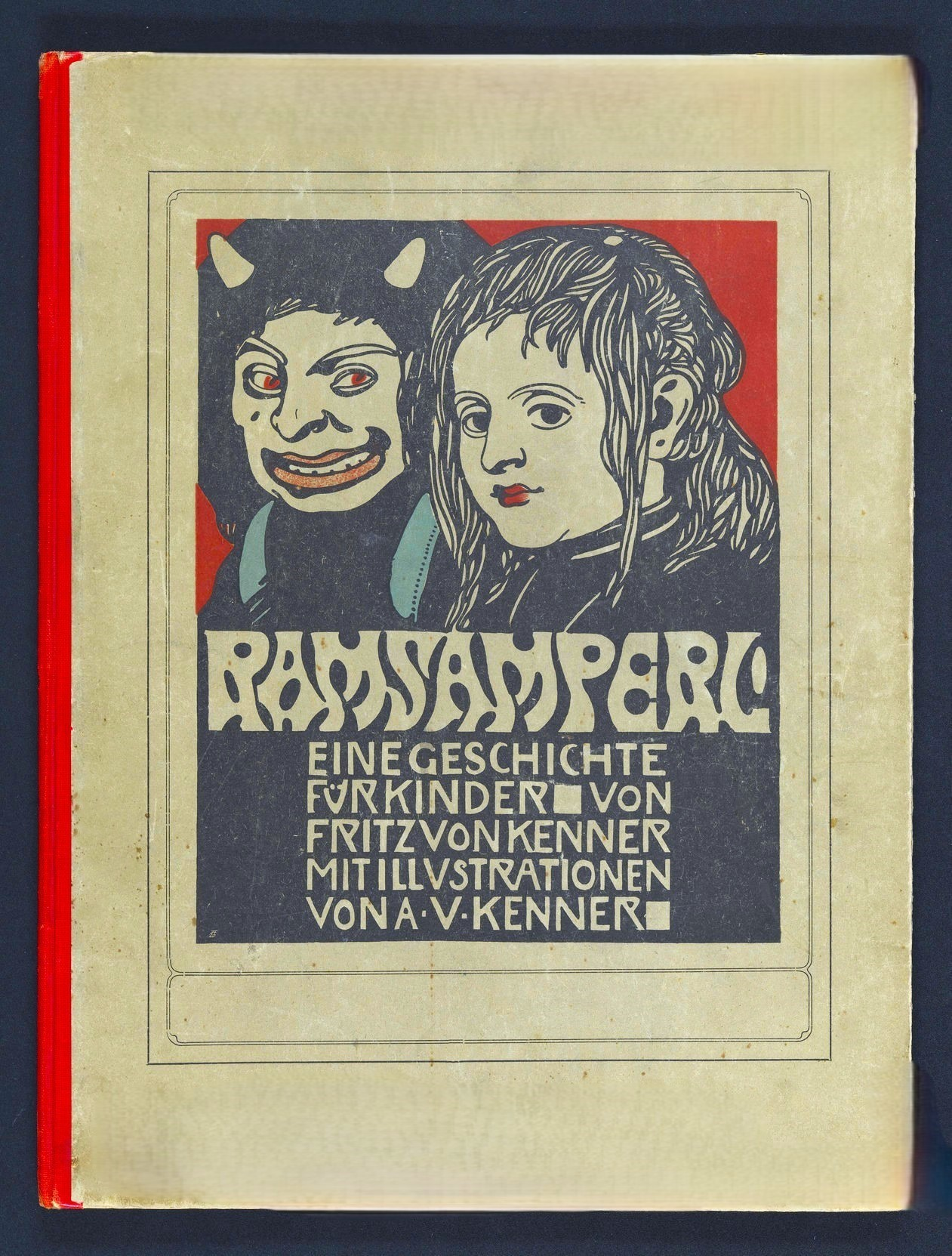
Ramsamperl – eine Geschichte für Kinder. Wien: Pichler 1903, Kunstsammlung und Archiv, Universität für angewandte Kunst Wien, Inv. Nr. Kenner_5126-Q.

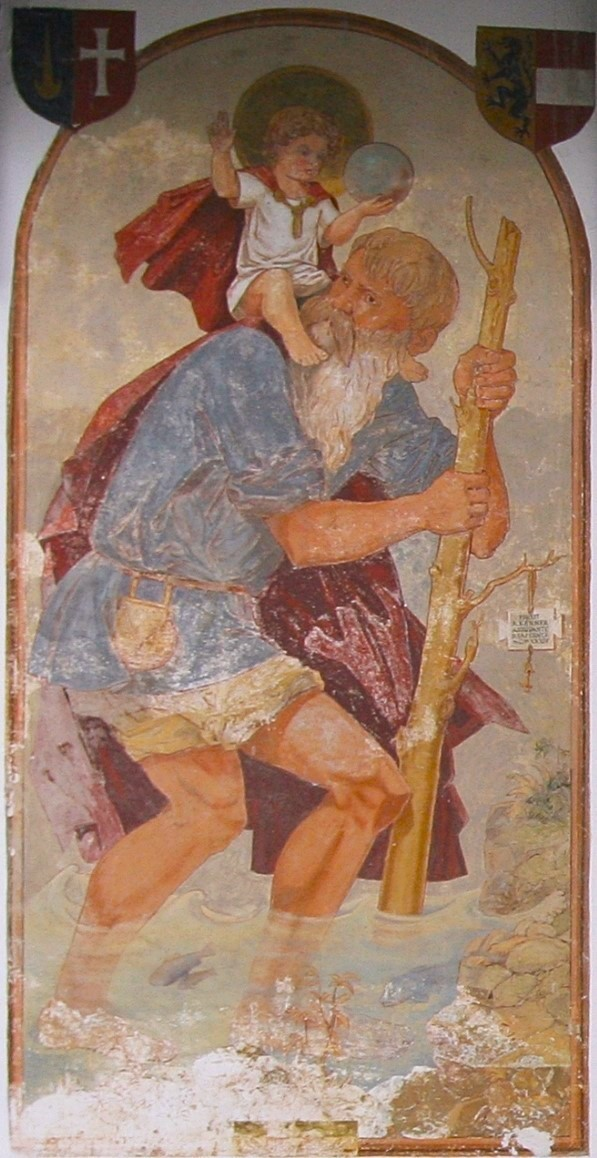
Christophorus, Anton Kenner, 1934, Fresko an der Westfassade der Pfarrkirche St. Bartholomäus, Mauterndorf.

Von Kenner gehörte zu den Gründungsmitgliedern des Österreichischen Werkbunds. Ab 1929 war er Mitglied der Genossenschaft der bildenden Künstler Wiens im Künstlerhaus und beteiligte sich an den Ausstellungen. Kenner befasste sich neben seiner Lehrtätigkeit mit vielen Formen der bildenden Kunst. Er schuf Ölgemälde, Aquarelle, Marionetten, Wandmalereien (z. B. 1902 für das Palais Dumba in Wien, Papageno-Szenen im Musikzimmer des Hauses Planer in Wien, Medaillons im Musiksalon der 1912 von Otto Prutscher umgebauten Villa Rothberger in Baden bei Wien oder 1934 das große Christophorus-Fresko an der Westfassade der Pfarrkirche zum Hl. Bartholomäus in Mauterndorf), 1916 Mosaiken (für das Wiener Diana-Bad), Grafiken und Keramiken. Malerisch widmete er sich thematisch Landschaften, Porträts, Stillleben und zahlreiche Darstellungen von Themen aus der Antike. Sein grafisches Werk umfasst Exlibris, Farblithografien und Federzeichnungen, er illustrierte aber auch Bücher und Zeitschriften. Ab 1921 zeichnete er hunderte politische Karikaturen für die Zeitschriften Faun und Die Muskete. Abgesehen von seinem 1903 im Wiener Pichler Verlag erschienen Kinderbuchband Ramsamperl – eine Geschichte für Kinder (Text von seinem Bruder Fritz von Kenner) wurden zahlreiche, von ihm entworfene Bilderbücher für Kinder und Erwachsene nicht publiziert. Neben seinem malerischen und grafischen Hauptwerk entwarf Kenner Keramiken, Gobelins und andere dekorative Raumausstattungen, sowie in den letzten Jahrzehnten Emailarbeiten und Schmuckstücke.
Unveröffentlicht blieben zwischen 1898 und 1944 verfasste Romane (Ein Jahr im Leben des Karl Kraner), Erzählungen (Irtogast aus dem Jahr 1942, Wohnung und Erinnerung aus dem Jahr 1944), Sagen, Dramen und Gedichte, die er teilweise mehrfach überarbeitete.

## Galerie

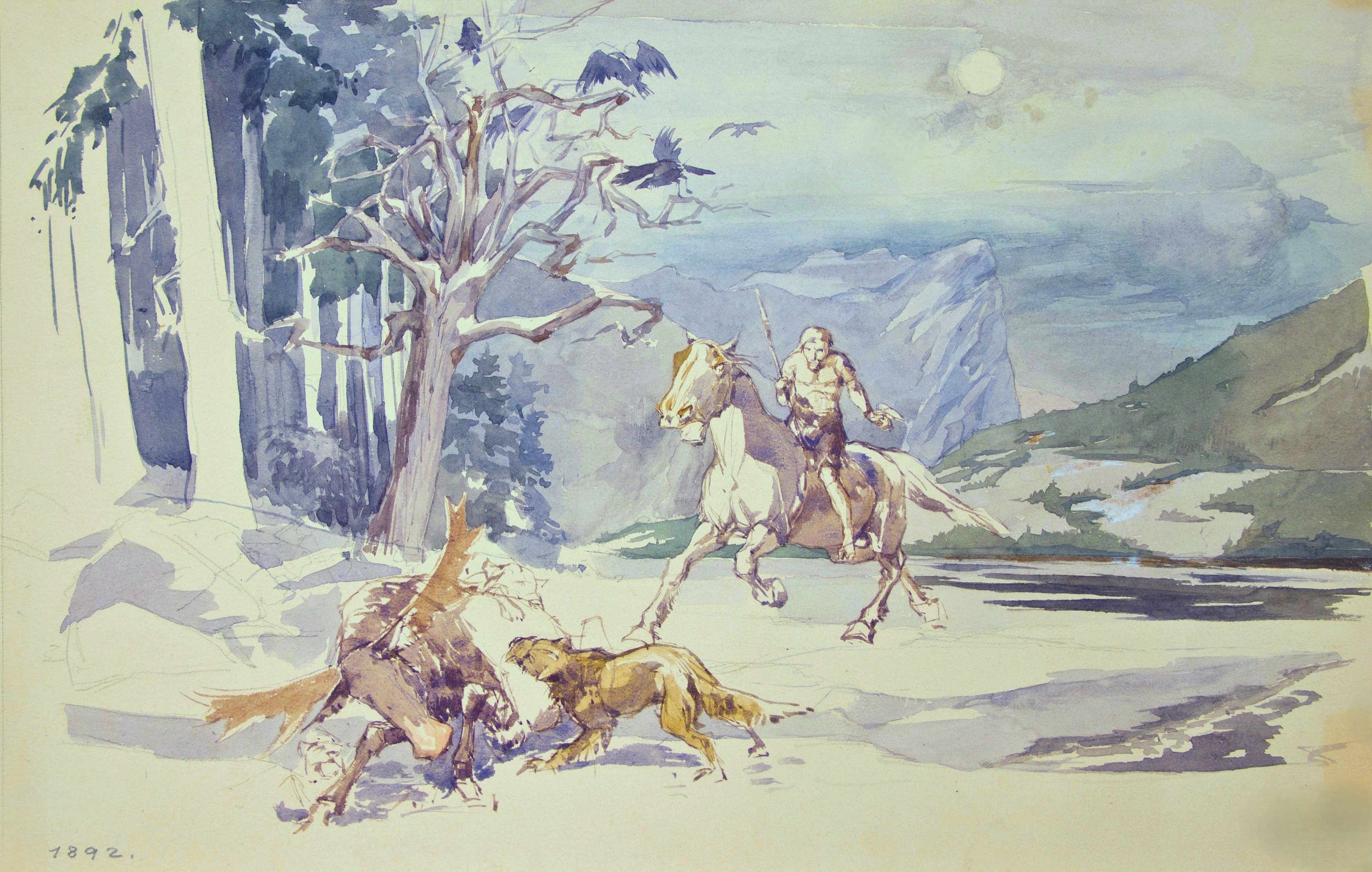
Elchjagd, Studienblatt 1892, Aquarell auf Papier, 24 × 37,5 cm, Kunstsammlung und Archiv, Universität für angewandte Kunst Wien, Inv. Nr. 3524/14.
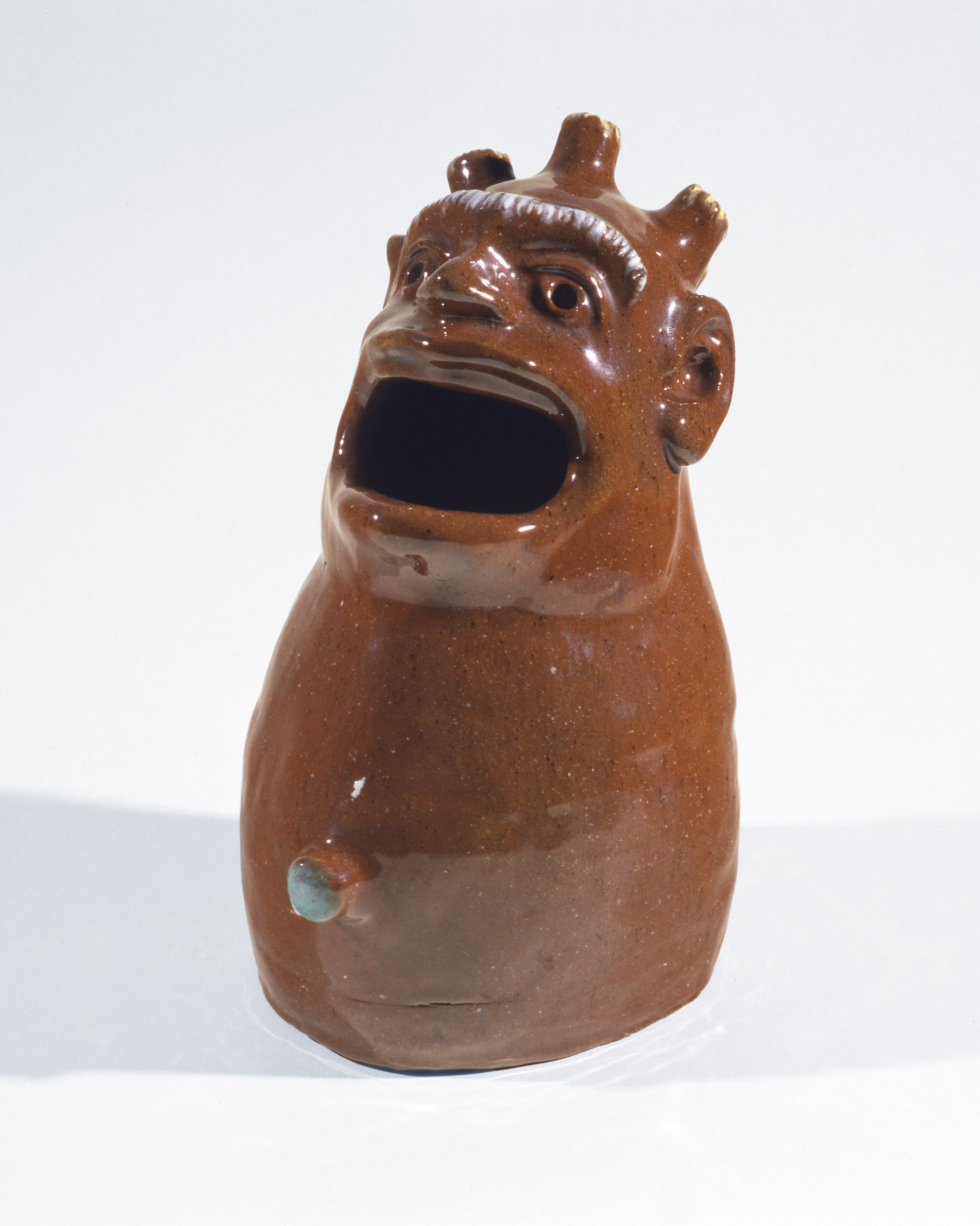
Koboldkrug, um 1903, feiner roter Scherben, farblos glasiert, partiell geringfügig farblich gefasst, Höhe: 20,3 cm, Kunstsammlung und Archiv, Universität für angewandte Kunst Wien, Inv. Nr. Kenner_18.966/O.
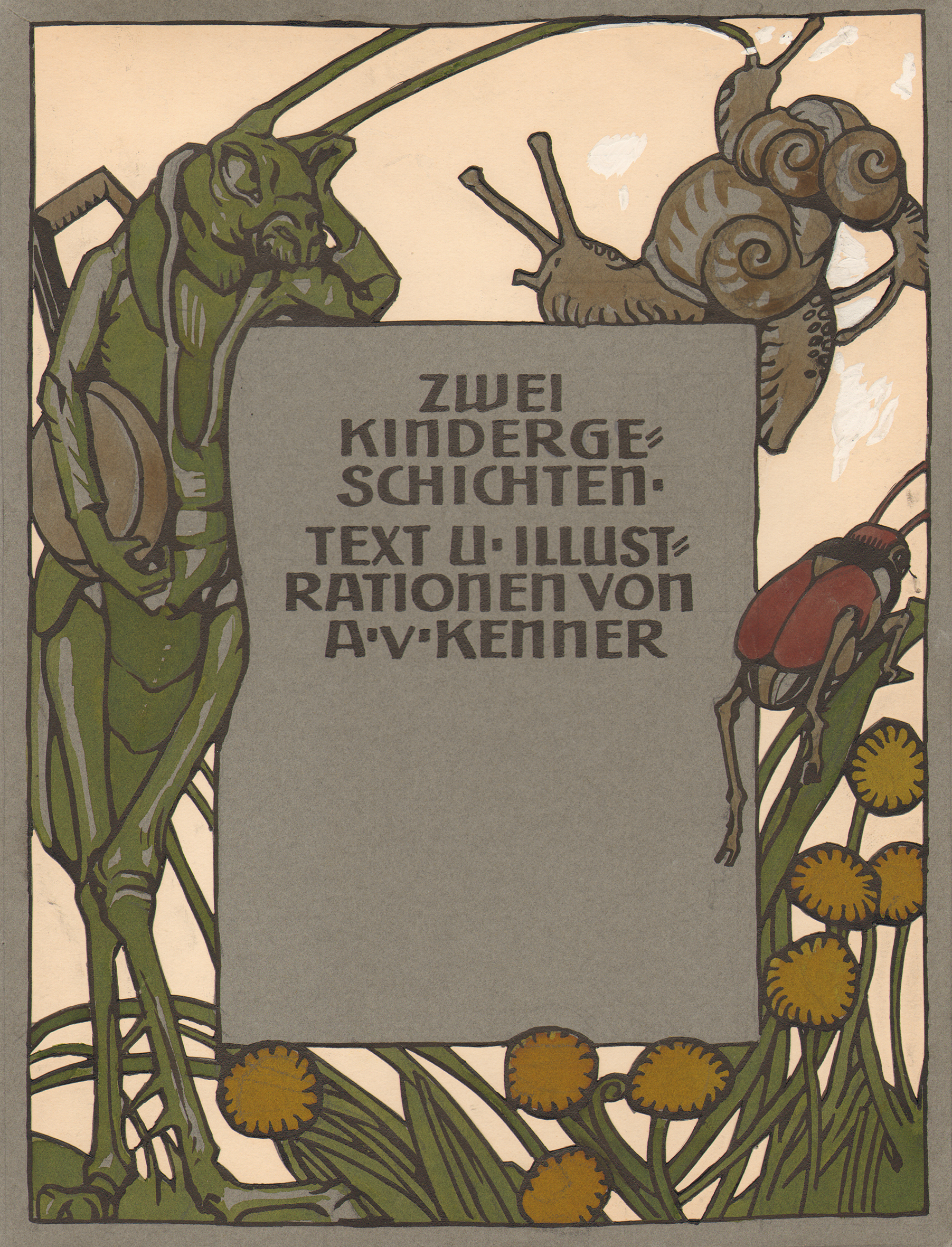
Zwei Kindergeschichten, Cover-Entwurf, 1908 Tusche, Deckfarbe auf Karton, 30 × 23 cm, Kunstsammlung und Archiv, Universität für angewandte Kunst Wien, Inv. Nr. 10.812.
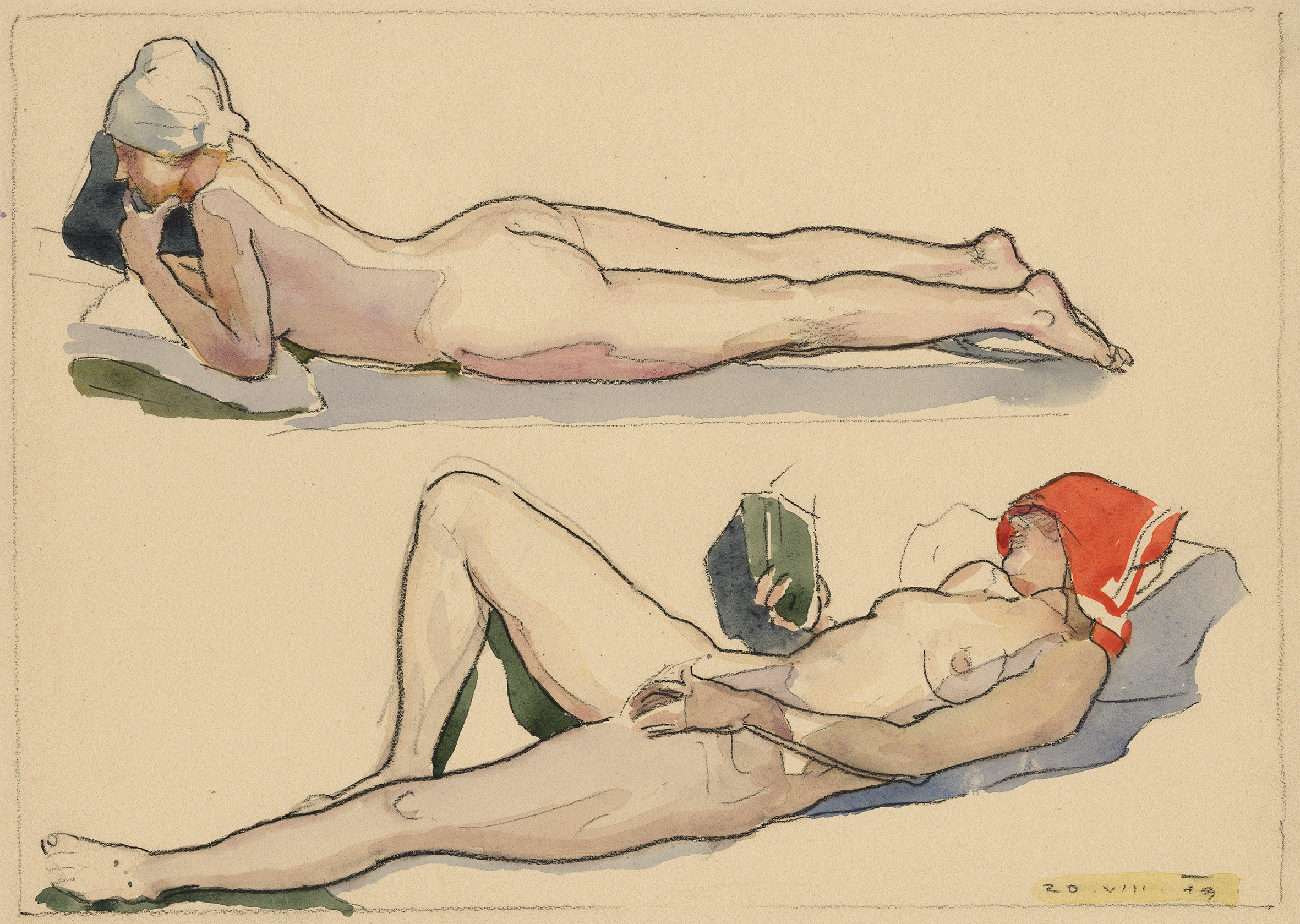
Aktstudien, eh. dat. 20. VIII. 1919, Kohle, Aquarell auf Zeichenkarton, 21,2 × 29,3 cm, Kunstsammlung und Archiv, Universität für angewandte Kunst Wien, Inv. Nr. 19.498.

28 Bilder Kenners wurden 1974 von seiner Tochter, der Archäologin Hedwig Kenner (1910–1993) der Marktgemeinde Brunn am Gebirge schenkungshalber mit der Auflage überlassen, sie nicht zu veräußern und sie der Öffentlichkeit zu präsentieren.